# Solms-laubachia baiogoinensis
Solms-laubachia baiogoinensis är en korsblommig växtart som först beskrevs av Ke Chien Kuan och Z.X. An, och fick sitt nu gällande namn av J.P. Yue, Al-shehbaz och Hang Sun. Solms-laubachia baiogoinensis ingår i släktet Solms-laubachia och familjen korsblommiga växter. Inga underarter finns listade i Catalogue of Life.